# Gand-Wevelgem femminile 2018
La Gand-Wevelgem femminile 2018, settima edizione della corsa e valevole come quinta prova dell'UCI Women's World Tour 2018 categoria 1.WWT, si svolse il 25 marzo 2018 su un percorso di 142,6 km, con partenza a Ypres e arrivo a Wevelgem, in Belgio. La vittoria fu appannaggio dell'italiana Marta Bastianelli, la quale completò il percorso in 3h41'00", alla media di 38,715 km/h, precedendo la belga Jolien D'Hoore e la tedesca Lisa Klein.
Sul traguardo di Wevelgem 86 cicliste, su 140 partite da Ypres, portarono a termine la competizione.

## Squadre e corridori partecipanti
| N.      | Cod. | Squadra                        |
| ------- | ---- | ------------------------------ |
| 1-6     | CBT  | Cervélo-Bigla Pro Cycling Team |
| 11-16   | DLT  | Boels-Dolmans Cycling Team     |
| 21-26   | MTS  | Mitchelton-Scott               |
| 31-36   | EXP  | Experza-Footlogix              |
| 41-46   | LSL  | Lotto-Soudal Ladies            |
| 51-56   | DVE  | Doltcini-Van Eyck Sport        |
| 61-66   | WAD  | WaowDeals Pro Cycling Team     |
| 71-76   | ALE  | Alé-Cipollini                  |
| 81-86   | ASA  | Astana Women's Team            |
| 91-96   | BTC  | BTC City Ljubljana             |
| 101-106 | CSR  | Canyon-SRAM Racing             |
| 111-116 | CPC  | Cylance Pro Cycling            |

| N.      | Cod. | Squadra                        |
| ------- | ---- | ------------------------------ |
| 121-126 | FDJ  | FDJ Nouvelle-Aquitaine         |
| 131-136 | HPU  | Hitec Products-Birk Sport      |
| 141-146 | SUN  | Team Sunweb                    |
| 151-156 | TVC  | Team Virtu Cycling             |
| 161-166 | VAL  | Valcar PBM                     |
| 171-176 | WHT  | Wiggle-High5                   |
| 181-186 | VAI  | Aromitalia-Vaiano              |
| 191-195 | BDM  | Bizkaia Durango-Euskadi Murias |
| 201-206 | MOV  | Movistar Team Women            |
| 211-216 | PHV  | Parkhotel Valkenburg           |
| 221-226 | TIB  | Team Tibco-SVB                 |
| 231-236 | DRP  | Trek-Drops                     |

## Ordine d'arrivo (Top 10)
| Pos. | Corridore           | Squadra       | Tempo    |
| ---- | ------------------- | ------------- | -------- |
| 1    | Marta Bastianelli   | Alé           | 3h41'00" |
| 2    | Jolien D'Hoore      | Mitchelton    | s.t.     |
| 3    | Lisa Klein          | Canyon        | s.t.     |
| 4    | Arlenis Sierra      | Astana        | s.t.     |
| 5    | Amy Pieters         | Boels         | s.t.     |
| 6    | Hannah Barnes       | Canyon        | s.t.     |
| 7    | Ashleigh Moolman    | Cervélo-Bigla | s.t.     |
| 8    | Floortje Mackaij    | Sunweb        | s.t.     |
| 9    | Barbara Guarischi   | Virtu         | s.t.     |
| 10   | Letizia Paternoster | Astana        | s.t.     |